# Piernat
Piernat – w przeszłości rodzaj cienkiego, niepikowanego materaca wypełnionego pierzem, umieszczanego na twardszym, ale sprężystym materacu właściwym wypchanym trawą morską lub końskim włosiem i kładzionym bezpośrednio na drewniane łóżko. 
Oznaka zamożności: "W 1834 roku w rękach Louise pozostała zapewne już tylko część z tych rzeczy, mianowicie: siedem piernatów, tj. materaców wypchanych pierzem i nieprzeszywanych, osiem poduszek dużych, siedem poduszek małych, dziewięć podgłówków i sześć pierzyn, co w sumie stanowiło niekompletne wyposażenie siedmiu łóżek. Do tego inwentarz wymienia pościel dla służby obejmującą: piernat, dwie poduszki, jeden podgłówek i pierzynę". 
W dzisiejszych czasach jego odpowiednik, wykonany zwykle z mikrogąbki, jest nazywany "top-materacem" (ang. top-mattress).
Piernat ma ten sam źródłosłów co pierzyna i piernacz. W sensie negatywnym synonimem piernatów (l.mn.) są bety.